# シモカ
シモカ(Simoca)は、アルゼンチンのトゥクマン州にある都市である。市場と祭、また特に市場の開く土曜日にこの地域で未だに乗られている一人乗り2輪馬車（サルキー）で知られる。
サン・ミゲル・デ・トゥクマンの南52km、コルドバに向かう国道157号線沿いにある。シモカ郡の主要な都市である。2010年時点で人口は8,351人であった。
シモカは地方の中心地であり、地元のサトウキビ工業やその他の農業を支援している。豚肉製品でも知られており、トゥクマン州で人気のあるエンパナーダは通常より大きなものが作られる。市場では豚肉や生きたブタ、その他の食糧、衣服、工作、伝統的な菓子や食事が売られる。町の設立は17世紀に遡ると信じられている。
最初のFiesta de la Feriaは、1980年7月に開催された。最初のFestival Nacional del Sulkyは、1973年に行われた。

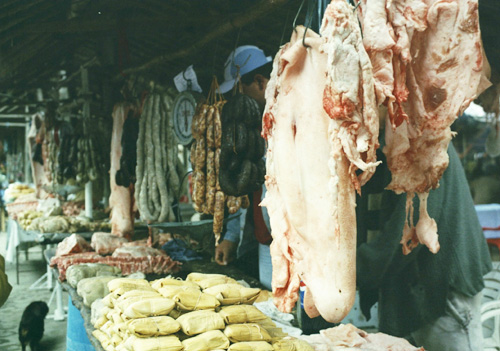
シモカの市場で販売される伝統的なウミータ

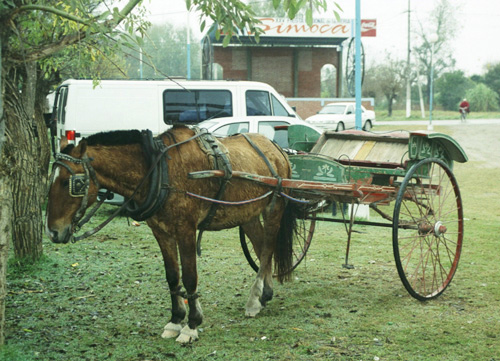
'sulky capital'と呼ばれるシモカのサルキーと馬